# Wojciech Dzieduszycki (archeolog)
Wojciech Marek Dzieduszycki (ur. 18 czerwca 1946 w Warszawie, zm. 27 listopada 2020) – polski archeolog, specjalizujący się w archeologii pradziejowej i średniowiecza; nauczyciel akademicki związany z Polską Akademią Nauk oraz Uniwersytetem Zielonogórskim.

## Życiorys
Urodził się w Warszawie, gdzie rozpoczął naukę szkolną. Po przeniesieniu się do Środy Śląskiej tam kończy szkołę średnią w 1965 roku zdał egzamin maturalny. W tym samym roku podjął studia na kierunku etnologia i antropologia kulturowa na Uniwersytecie im. Adama Mickiewicza, które zakończył, zdobywając tytuł magistra w 1970 roku na podstawie pracy pt. Ceramika z wczesnośredniowiecznego Kaszowa w pow. milickim.
Jeszcze w trakcie studiów w 1968 roku rozpoczął pracę w poznańskim Instytucie Historii Kultury Materialnej Polskiej Akademii Nauk. Tytuł magistra uzyskał w 1970 roku na podstawie pracy Ceramika z wczesnośredniowiecznego Kaszowa w pow. milickim Dwa lata później po otrzymaniu dyplomu magisterskiego został tam zatrudniony na stanowisku asystenta. W 1977 roku uzyskał stopień naukowy doktora nauk humanistycznych na podstawie pracy Wczesnośredniowieczna ceramika kruszwicka na tle rozwoju ceramiki wczesnopolskiej, a w 1978 roku awansował na stanowisko adiunkta. W 1996 roku otrzymał stopień naukowy doktora habilitowanego na podstawie rozprawy pt. Kruszce w systemach wartości i wymiany społeczeństwa Polski wczesnośredniowiecznej. Rok później na poznańskim oddziale PAN awansował na stanowisko docenta.
Poza działalnością naukowo-badawczą wykładał także jako profesor nadzwyczajny w Instytucie Historii Uniwersytetu Zielonogórskiego. Był także członkiem Poznańskiego Towarzystwa Przyjaciół Nauk oraz Stowarzyszenia Naukowego Archeologów Polskich. Spoczął na poznańskim cmentarzu na Junikowie, w grobie obok swego syna.

## Dorobek naukowy
Jego zainteresowania naukowe koncentrowały się wokół problematyki związanej z archeologią pradziejową i średniowieczną, dziejami kultury materialnej i duchowej, zagadnieniami systemów wartości i wymiany, rolą symboliki w dziejach społeczeństw pradziejowych i średniowiecznych, ekologią historyczną oraz dziejami ośrodków wczesnopaństwowych w Polsce. Do jego najważniejszych prac należą:
- Wczesnomiejska ceramika kruszwicka w okresie od 2 połowy X wieku do połowy XIV wieku, Wrocław 1982.
- Gopło. Przyroda i człowiek, Poznań 1993, współautor.
- Kruszce w systemach wartości i wymiany społeczeństwa Polski wczesnośredniowiecznej, Poznań 1995.